# ナーランダ・カレッジ (ビハール・シャリーフ)

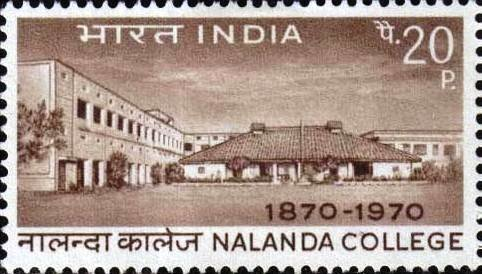
ナーランダ・カレッジの百周年に発行された記念の郵便切手。

ナーランダ・カレッジ (Nalanda College)、ないし、ナーランダ・カレッジ・ビハールシャリーフ (Nalanda College, Biharsharif) は、インドのビハール州ナーランダ県の県都ビハール・シャリーフにあるカレッジ。パータリプトラ大学を構成する単位組織のひとつ。1870年に創設された、北インドでは最も古い歴史のあるカレッジのひとつである。学生たちはおもにビハール・シャリーフ周辺の村や小さな町から集まっている。インド政府は、1970年に、カレッジの百周年を記念し、校舎の画像を描いた切手を発行した。このカレッジは、大学学部レベルと大学院レベルのコースを、科学、商学、学芸の分野で提供している。

## 歴史
ビハール・シャリーフ・ナーランダ・カレッジ (Bihar Sharif Nalanda College) は、ビハール州の大地主であったカントー・シン (Canto Singh) という人物によって創設された。彼はカレッジに8.7エーカー（約3.5ヘクタール）の土地を寄付した。その貢献を記念し、キャンパスには、彼の銅像が立てられている。カレッジは、古代の砦の遺跡が残る一帯に建設されているが、これは古代のオーダンタプリー大学（僧院）の一部であったと考えられている。
当初のこのカレッジは、カルカッタ大学の傘下にあったが、その後、ビハール大学の傘下に移り、さらにマガド大学傘下となって、ボドガヤ・D・P・シン (Bodhgaya. D. P. Singh) がカレッジの学長に任命された。その引退後は S・N・シンハ博士 (Dr. S. N. Sinha) が学長を引き継いだ。

## 著名な教員
- en:Siddheswar Prasad - ナーランダ県選出のインドの国会議員、トリプラ州知事

## おもな出身者
- en:Veer Pratap Singh - インドのクリケット選手